# Havenaar Nikki
Nikki Havenaar (sinh ngày 16 tháng 2 năm 1995) là một cầu thủ bóng đá người Nhật Bản.

## Sự nghiệp câu lạc bộ
Nikki Havenaar đã từng chơi cho Nagoya Grampus và Horn.